# Івейн, або Лицар з левом
«Івейн або Лицар з левом» (фр. Yvain ou le Chevalier au Lion) - лицарський роман французького поета Кретьєна де Труа, створений близько 1180 року майже одночасно з Ланселотом, лицарем воза і є частиною Артуріани.

## Сюжет
У творі Івейн прагне помститися за своєго двоюрідного брата, Калоренанта, який був переможений потойбічним лицарем Ескладосом поряд з чарівним каменем, що викликає бурі, в лісі Броселіанд. Івейн перемагає Ескладоса і закохується у його вдову Лодін. За допомогою служниці Лодін Лунте, Івен виборює свою даму і одружується з нею, але Гавейн переконує його залишити Лодін, аби вирушити на лицарські пригоди. Лодін погоджується з умовою повернення через рік, але Івейн настільки захоплюється лицарськими подвигами, що забуває повернутися  протягом відведеного часу і вона відмовляється від нього.

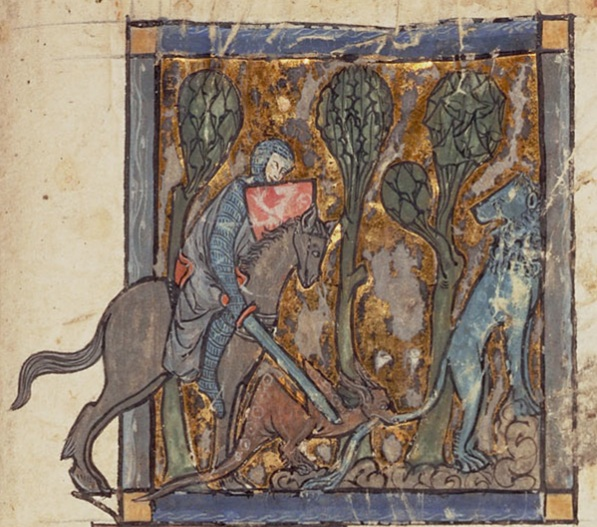
Івайн рятує лева (Garrett MS 125 fol. 37r, бл. 1295)

Івейн божеволіє від горя, виліковується і вирішує заново завоювати Лодін. Лев, якого він рятує від дракона , виявляється вірним товаришем і символом лицарської чесноти. Він допомагає Івейну перемогти могутнього велетня, трьох лютих лицарів та двох демонів. Після того, як лицар рятує Лунете від спалення на вогнищі, та допомагає Івейну повернути дружину, яка дозволяє йому повернутися разом з левом.

## Історія та зв’язки
Вважається, що Кретьєн використовував валлійське джерело, свідчення про яке можна знайти в окремих епізодах з Житія святого Мунго (також знаного як святий Кентигерн), де батько святого Оуена намагається залицятися до своєї матері, а сам Овен маб Урієн є батьком святої Тену.  «Житіє» створив Джоселін з Фернесса близько 1185 року, що є більш пізнім текстом, ніж твори Кретьєна. Джоселін стверджує, що він переписав історію з попередньої легенди та старого гаельського документа, аби деякі елементи оповідання відповідали британським традиціям. Принаймні, ім’я головного героя Івейна, зрештою, походить від імені історичного Овейна Урієна.
«Івейн або Лицар з левом» був написаний Кретьєном де Труа давньофранцузькою мовою одночасно з поемою «Лицар воза, або Ланселот» між 1177 і 1181 роками. Твір зберігся у восьми рукописах та двох фрагментах і містить 6808 восьмискладових римованих куплетів. Ілюстровані два рукописи: Paris BnF MS fr. 1433 та Garrett MS 125 (близько 1295 року), що зберігається у Бібліотеці Принстонського університету. Перший неповний із сімома мініатюрами, що залишилися, а другий - з десятьма. Хіндман (1994) аналізує ці ілюстрації, що відображають, на його думку, розвиток образу лицаря, який похитнувся під час перехідного періоду від високого до пізнього середньовіччя.  Перше сучасне видання поеми було опубліковано у 1887 році Венделіном Ферстером.
«Лицар з левом» справив величезний вплив на літературний світ. Німецький поет Гартман фон Ауе використав його як основу для свого «Івейна», а автор книги «Овейн, або Леді фонтану», одного з валлійських романсів, включених до «Мабіногіону», переробив твір назад у валлійську обстановку. Поема була перекладена на низку мов, включаючи середньоанглійську («Івейн та Гавейн»), давньоскандинавську (сага «Chivaldric Ivens») і старошведську («Herra Ivan»). Двері «Valþjófsstaður» в Ісландії (прибл. 1200 рік), зображують версію історії «Івейна» у різьблені. Спочатку зображено лицаря, що вбиває дракона, який загрожує леву; пізніше лев показаний прикрашеним у багатий комір таким, що простує за лицарем, а ще пізніше - ймовірно, лев, що лежить на могилі лицаря.

## Подальше читання
- Адлер, Альфред. "Суверенітет в Івейні Кретьєна". PMLA 62, немає. 2 (1947): 281-305. doi: 10.2307/459264.
- Браун, Артур CL "Лицар Лева". PMLA 20, немає. 4 (1905): 673-706. doi: 10.2307/456487.
- Брюггер, Ернст. "Івейн і його лев". Сучасна філологія 38, no. 3 (1941): 267-87. www.jstor.org/stable/434378.
- Чайтін, Гілберт Д. "Кельтська традиція та психологічна істина у Chretien S" Chevalier Au Lion "." Підстанція 1, немає. 3 (1972): 63-76. doi: 10.2307/3684168.
- Гарріс, Джуліан. "Роль Лева в Івейні Кретьєна Де Труа". PMLA 64, немає. 5 (1949): 1143-163. doi: 10.2307/459555.
- Джонстон, Олівер М. "Епізод Івейна, Лева та Змія в Кретьєні де Труа". Zeitschrift Für Französische Sprache Und Literatur 31 (1907): 157-66. www.jstor.org/stable/40613588.
- Malaxecheverria, I. "EL LEÓN DE" YVAIN "Y LA DEGRADACIÓN DEL SÍMBOLO." Романтичні нотатки 22, немає. 1 (1981): 102-06. www.jstor.org/stable/43801757.
- Овром, Лукас Гардіан. "Лев-Кеу-Купе: Відсутня ланка в Івейн або Ле Шевальє Ау Леон". У «Новій середньовічній літературі 20» під редакцією Робертсона Келлі, Сейса Венді, Еша Лори та Нокса Філіпа, 1-45. Boydell & Brewer, 2020. doi: 10.2307/j.ctvxhrjbb.5.

## Зовнішні посилання
- Романси Кретьєна де Труа у проекті Gutenberg [Архівовано 16 вересня 2021 у Wayback Machine.]
- Манускрипти епохи середньовіччя та Відродження у Бібліотеці Принстонського Університету [Архівовано 9 жовтня 2014 у Wayback Machine.] (page has a links to a pdf file of a facsimile of Garrett MS 125)
- Yvain, the Knight of the Lion in a freely-distributable PDF document [Архівовано 24 листопада 2021 у Wayback Machine.]
- Івейн, Лицар з левом у проекті librivox book [Архівовано 16 вересня 2021 у Wayback Machine.]